# 吕欧丹
吕欧丹（法語：Ruaudin，法語發音：[ʁɥodɛ̃]）是法国萨尔特省的一个市镇，属于勒芒区。

## 地理
吕欧丹（47°56'41"N, 0°15'59"E）面积13.78 平方千米，位于法国卢瓦尔河地区大区萨尔特省，该省份为法国西北部内陆省份，北起顺时针与奥恩省、厄尔-卢瓦省、卢瓦-谢尔省、安德尔-卢瓦尔省、曼恩-卢瓦尔省和马耶讷省接壤，是法国大西部的入口，连接卢瓦尔河谷、布列塔尼和巴黎盆地。
与吕欧丹接壤的市镇（或旧市镇、城区）包括：尚热、布雷特莱潘、勒芒、米尔萨讷、帕里涅莱韦克。

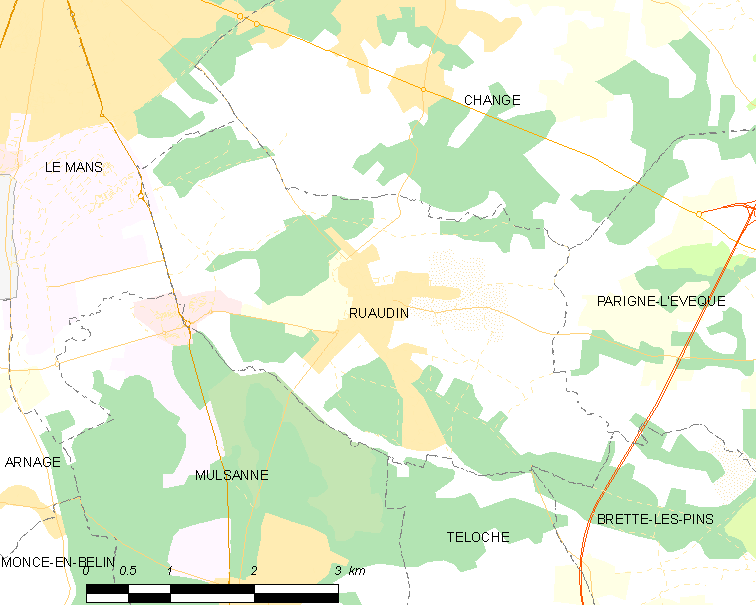
吕欧丹的OSM定位图

吕欧丹的时区为UTC+01:00、UTC+02:00（夏令时）。

## 行政
吕欧丹的邮政编码为72230，INSEE市镇编码为72260。

## 政治
吕欧丹所属的省级选区为埃科穆瓦县。

## 人口

1962-2008年间吕欧丹人口变化图示

吕欧丹于2022年1月1日时的人口数量为3492人。